# Львівський струдель
Львівський струдель (львівський штрудель) — рулет з дуже тонкого тіста, що має велику кількість начинки.
Готується такий штрудель з витяжного тіста. Батьківщиною штруделів вважають Австрію та Угорщину. Рецепт штруделя був відомий ще в Візантії та Стародавній Греції з XVII ст.
Найбільш популярним варіантом струделя у Львові є Львівський штрудель з яблуками по-віденськи. Популярними є варіанти з іншими начинками.    

## Рецепт струделя з вишнями
Інгредієнти:
- 250 грамів борошна
- 3/4 склянки води
- 1 чайна ложка солі
- 1 столова ложка олії
- 1 яйце
- 2 краплини оцту

Начинка:
- 1 кілограм вишні
- 100 грамів цукру
- 20 грамів цукру ванільного
- 60 грамів горіхів волоських
- 1 столова ложка крохмалю
- 2-3 столових ложки сухарів білих
- 1 чайна ложка кориці
- 3 столових ложки вершкового масла

### Приготування тіста
Борошно змішати з сіллю та просіяти гіркою. У центрі гірки зробити заглиблення та влити рідкі інгредієнти: олію, оцет, яйце, воду. Змішати до однорідності та замісити тісто. Воду краще брати холодну.
Сформувати тісто в кулю. Накрити рушником та залишити в теплому місці на годину.

### Приготування начинки
Брати вишні без кісточок, додати цукор, ванільний цукор, дрібно помелені горіхи, корицю та крохмаль.

### Приготування струделя
Тісто розкачати якомога тонше, в коло діаметром близько 27 см. Замастити тісто вершковим маслом, і присипати сухарями.
Рівномірно розкласти начинку. Після цього штрудель потрібно скрутити, для цього необхідно взяти краї рушника та скласти рулет.
Зверху рулет необхідно змастити розтопленим вершковим маслом. Випікати у розігрітій до 200 градусів духовці 25-30 хвилин.
Дати випічці охолонути та посипати цукровою пудрою. Подають штрудель з морозивом та листочком м'яти.